# Octhispa viridinotata
Octhispa viridinotata es una especie de insecto coleóptero de la familia Chrysomelidae.
Fue descrita científicamente en 1929 por Pic.